# 纸房水库 (禹州)
纸房水库是中国河南省许昌市禹州市境内的一座水库，位于涌泉河上，建于1959年。水库正常库容为1450万立方米，集雨面积为138平方千米，海拔为246米。